# 土倫戰役 (1707年)
1707年的土倫戰役是西班牙王位繼承戰爭中的一場戰役，發生於當年7月29日至8月21日的土倫港。戰役的結果是法西聯軍擊敗了由奧地利、荷蘭共和國、薩伏依及大不列顛組成的盟軍。

## 戰役過程
1707年7月，歐根親王試圖攻占法國的土倫港，他的部隊於11日渡過了瓦河，雖然一度受阻於他沒效率的盟友—維托里奧·阿梅迪奧二世的部隊，但他仍成功攻抵弗雷瑞斯。16日，他與克勞德斯利·雪弗爾率領的英國艦隊碰頭。但維托里奧·阿梅迪奧的延誤浪費了許多時間，這讓貝里克公爵有足夠的時間趕在聯軍抵達前（7月26日），將西班牙的援軍運往土倫，以增援駐防的泰塞元帥部。
8月14日，泰塞奪回了聯軍一周前占領的聖卡塔琳娜高地。這個重要高地的易手讓歐根親王發現他很難再攻占土倫，而且撤退路線也飽受威脅，於是他在8月22日的時候放棄了奪占土倫的企圖，渡過瓦河並撤至另一岸。在這場不幸的冒險中，歐根親王總共折損了一萬人的兵力。雪弗爾則在撤退前砲轟了法軍的港口，擊沉兩艘戰列鑑，並將另外兩艘擊成重傷。

## 結果
雖然法西聯軍贏了這場戰役，但他們擊沉了港口內50艘戰艦的46艘以上，所得到的戰果僅僅是防止他們的艦隊落入敵人手中。路易十四曾下令擊沉這些艦隊之後要重新打撈。他認為皇家海軍會燒毀這些船隻，且三層船可僅依賴最上層甲板即可浮於水面。然而多數船隻造成的傷害卻是無法修補的，這場行動讓法國海軍折損了15艘戰艦，因而使他們的海軍無法在地中海與英國匹敵。

## 傳記
- Holmes, Richard. Marlborough: Britain's Greatest General: England's Fragile Genius, Harper Perennial, 2009 ISBN 0-00-722572-5

## 外部連結
- 地名詞典入口 （页面存档备份，存于）

43°04′22″N 5°59′00″E / 43.07278°N 5.98333°E